# Tørring
Tørring är en ort i Danmark.   Den ligger i Hedensteds kommun och Region Mittjylland,  190 km väster om Köpenhamn. Tørring ligger 58 meter över havetoch antalet invånare är 2 764. Gudenå rinner genom samhället. Närmaste större samhälle är Vejle, 16 km söder om Tørring. 